# Organização dos Trabalhadores de Moçambique
Die Organização dos Trabalhadores de Moçambique – Central Sindical, deutsch: Organisation der Arbeiter Mosambiks – Zentrale Gewerkschaft, ist der Gewerkschaftsbund des südostafrikanischen Staates Mosambik. Unter seinem Dach befinden sich 15 Einzelgewerkschaften, laut eigenen Angaben vertrat der Gewerkschaftsbund 2022 202.931 Arbeiterinnen und Arbeiter. Die Mitgliedsbeiträge der Arbeiter werden direkt von deren Lohn abgezogen. Der Verband ist Mitglied im Internationalen Gewerkschaftsbund und im Verband der Gewerkschaften im Südlichen Afrika (SATUCC).

## Geschichte
Unmittelbar nach Erlangung der Unabhängigkeit 1976 gründete die FRELIMO sogenannte Produktionsräte (Conselhos de produção) auf Betriebsebene, um Produktion und Produktivität zu steigern sowie unterstellte Sabotage und Disziplinlosigkeit wirksam zu bekämpfen. Die Produktionsräte waren in hohem Maße von der Regierung abhängig und dienten mit Blick auf die Werktätigen als Vermittler der staatlichen Positionen. 1983 wandelte die Regierung die Produktionsräte in die Organisation der mosambikanischen Arbeiter (Organização dos Trabalhadores de Moçambique, OTM) um und ab 1987 entstanden verschiedene Branchengewerkschaften.
Diese staatlich gegründeten Gewerkschaften wurden zu Beginn der 1990er-Jahre mit den Herausforderungen der Liberalisierungspolitik und der Einführung der Marktwirtschaft konfrontiert. Die anschließenden, von der Basis ausgehenden massiven Streiks zwang die OTM und die Branchengewerkschaften, sich stärker von der FRELIMO und der Regierung zu distanzieren. Die OTM sah sich gezwungen, ihre zentralisierten Arbeitsmethoden zu überdenken, und wandelte sich 1990 in die OTM-CS um, die den Mitgliedsgewerkschaften mehr Autonomie einräumte. Auf ihrer 2. nationalen Konferenz im November 1990 verkündete die OTM daher ihre Trennung von der Regierungspartei FRELIMO und gab sich den Namenszusatz Central Sindical (Zentrale Gewerkschaft) zur Abgrenzung von ihrer bisherigen Rolle.
Insbesondere nachdem 1991 die Vereinigungsfreiheit gesetzlich garantiert worden war, führten Auseinandersetzungen innerhalb der OTM-CS zu Abspaltungen: Drei der seinerzeit siebzehn Gewerkschaften erklärten sich von der OTM-CS unabhängig und organisierten sich im nationalen Dachverband der freien und unabhängigen Gewerkschaften Mosambiks CONSILMO, der 1997 legalisiert wurde.

## OTM-CS-Einzelgewerkschaften
15 Gewerkschaften sind unter dem Dach der OTM-CS vereinigt:
- Associação da Economia Informal de Moçambique (AEIMO) (Verband der informellen Wirtschaft Mosambiks)
- Sindicato Nacional da Função Publica (SINAFP) (Gewerkschaft für den öffentlichen Dienst)
- Sindicato Nacional de Empregados de Comércio e Seguros (SINECOSSE) (Gewerkschaft der Handels- und Versicherungsangestellten)
- Sindicato Nacional de Empregados Domésticos (SINED) (Gewerkschaft der Hausangestellten)
- Sindicato nacional dos trabalhadores da aviação civil, correios e comunicações (SINTAC) (Gewerkschaft der Angestellten in Zivilluftfahrt, Post und Telekommunikation)
- Sindicato Nacional dos Trabalhadores da Indústria Agrícola, Caju e Florestal (SINTAICAF) (Gewerkschaft der Beschäftigten in der Land-, Cashew- und Forstwirtschaft)
- Sindicato nacional dos trabalhadores da indústria agro-pecuária de florestas (SINTAF) (Gewerkschaft der Arbeiter in Agrar-, Vieh- und Forstwirtschaft)
- Sindicato Nacional dos Trabalhadores da Indústria Alimentar, Bebidas e Afins (SINTIAB) (Gewerkschaft der Beschäftigten der Lebensmittel-, Getränke- und verwandten Industrie)
- Sindicato Nacional dos Trabalhadores da Indústria da Marinha e Pescas (SINTIMAP) (Gewerkschaft der Beschäftigten in der Meeres- und Fischereiindustrie)
- Sindicato Nacional dos Trabalhadores da Indústria do Açúcar (SINTIA) (Gewerkschaft der Beschäftigten der Zuckerindustrie)
- Sindicato Nacional dos Trabalhadores da Indústria Metalúrgica Metalomecânica e Energia (SINTIME) (Gewerkschaft der Arbeitnehmer in der Metallindustrie, Metallverarbeitung und Energie)
- Sindicato nacional dos trabalhadores da indústria quimica, borracha, papel e gráfica (SINTIQUIGRA) (Gewerkschaft der Arbeiter in der Chemie-, Gummi-, Papier- und Druckindustrie)
- Sindicato nacional dos trabalhadores da indústria téxtil, vestuário, couro e calçado (SINTEVEC) (Gewerkschaft der Arbeiter der Textil-, Bekleidungs-, Leder- und Schuhindustrie)
- Sindicato nacional dos trabalhadores da marinha mercante e pescas (SINTMAP) (Gewerkschaft der Arbeiter der Handelsmarine und Fischerei)
- Sindicato nacional dos trabalhadores da metalúrgica, metalomêcanica e energia (SINTIME) (Gewerkschaft der Arbeiter in der Metall-, Maschinenbau- und Energietechnik)
- Sindicato nacional dos trabalhadores dos empregados bancários (SNEB) (Gewerkschaft der Bankangestellten)
- Sindicato nacional dos trabalhadores dos portos e caminhos de ferro (SINPOCAF) (Gewerkschaft der Hafen- und Eisenbahnarbeiter)